# Rheinlandpartei
Die Rheinlandpartei – Die Europäischen Föderalisten (RP) war eine deutsche Regionalpartei, die sich hauptsächlich dafür einsetzte, den Umzug der Bundesregierung und des Bundestags von Bonn nach Berlin zu verhindern. 
Sie wurde 1992 in Bonn als Abspaltung der CDU gegründet, nachdem der Beschluss für den Umzug gefallen war. Gegen den Umzug hatte sich 1991 die Bürgerinitiative Bürger Bund Bonn (BBB) gegründet. Um auch an Wahlen teilnehmen zu können, gründeten etwa 30 Mitglieder des BBB die Rheinlandpartei. Der BBB trat 1994 als Wählergruppe ebenfalls zu Kommunalwahlen in Nordrhein-Westfalen an.
Die Partei hatte etwa 500–1000 Mitglieder, vor allem ehemalige CDU-Mitglieder aus dem Raum Bonn und Köln. Es gab einen nordrhein-westfälischen Landesverband, die Gründung eines weiteren in Rheinland-Pfalz war geplant. Formell existierte auch ein Bundesverband.
Initiator und Vorsitzender der Partei war Hermann Gebertz, ein ehemaliger Mitarbeiter des Bundespresseamts. Gebertz trat regelmäßig auf Kundgebungen gegen den Umzug nach Berlin auf dem Bonner Marktplatz auf. Er sah die Wiederherstellung der Hauptstadtfunktion Berlins, die er als „Kaiser-Wilhelm-Adolf-Hitler-Stadt“ bezeichnete, als Fortsetzung einer „Tradition des Dritten Reichs und des Nationalismus“.

## Programmatik
Ziele der Partei, die sich als „wertkonservativ und linksliberal“ bezeichnete, waren neben der Rücknahme des Umzugsbeschlusses eine multikulturelle Gesellschaft sowie direkte Demokratie. Die damals von der CDU/CSU forcierten Einschränkungen des Asylrechts lehnte sie ab. Darüber hinaus vertrat sie eine explizit pro-europäische Position, befürwortete den Vertrag von Maastricht und die Gründung einer Europaarmee anstelle der Bundeswehr. Innerhalb einer föderalistisch strukturierten EU sollten die Regionen, so auch das Rheinland, mehr Kompetenzen erhalten. Die RP hatte Kontakte mit der Hamburger Statt Partei sowie zum Zentrum im Raum Dormagen.

## Wahlergebnisse
Zur Kommunalwahl in Nordrhein-Westfalen 1999 trat die Rheinlandpartei mit einer gemeinsamen Liste mit dem BBB und der ÖDP an und scheiterte in Bonn knapp an der damals geltenden Sperrklausel von 5 %.
Sie trat 1995 zu den Landtagswahlen in Nordrhein-Westfalen an, erreichte jedoch landesweit nur 2.757 Stimmen und damit 0,03 %. Im Rhein-Sieg-Kreis erreichte sie 1,1 %, in einigen Wahlbezirken über 3 %, jedoch nirgends über 5 %.